# Lutró (Chania)
Lutró ou  Loutró (em grego: Λουτρό) é uma pequena aldeia na costa sul da ilha de Creta, Grécia, pertencente à unidade municipal de Anópolis, ao município de Sfakiá e à unidade regional de Chania.
Situa-se junta à beira do mar da Líbia, no cabo Muri, a meio caminho entre Agia Ruméli e Chora Sfakion, com as quais tem ligações por ferryboat, já que não é servida por estradas. O seu nome significa "banho" em grego, e deve-se ao facto de ali terem existidos vários balneários, alimentados com água canalizada desde Anópolis. Ali se teria localizado a antiga cidade de Finicas (Fénix), que foi o porto de Anópolis, importante durante as épocas helenística e romana. Nada resta atualmente da antiga cidade, a não ser o nome da aldeia minúscula situada no lado ocidental do cabo Muri. Mais tarde, Lutró tornou-se o principal porto de inverno em Sfakiá, devido às proteções naturais durante o mau tempo.
Os piratas sarracenos usaram Lutró como base para atacarem os navios que navegavam ao largo da costa sul de Creta. Os venezianos conseguiram expulsá-los e fortificaram Lutró com uma pequena fortaleza cujas ruínas ainda são visíveis atualmente. Há igualmente uma fortaleza melhor conservada que testemunha a presença dos otomanos.